# Ofita
La ofita es una roca ígnea subvolcánica. Se forma primariamente durante la cristalización bajo la superficie de la Tierra, en condiciones de baja presión y temperatura moderada, lo que hace que su enfriamiento sea rápido, dando lugar a rocas ligeras.

## Propiedades
Tiene textura holocristalina, con tendencia panidiomorfa, inequigranular o porfídica, en general de grano fino medio.
- Densidad: 2,1 g/cm³.
- Dureza: 5 en la Escala Mohs.
- Composición mineralógica: piroxeno (dureza 5,5) y plagioclasa (dureza 6).

- Datos: Q3354138
- Multimedia: Ophite / Q3354138